# Дінос Куїс
Константінос (Дінос) Куїс (грец. Κωνσταντίνος (Ντίνος) Κούης, нар. 23 листопада 1955, Салоніки) — грецький футболіст, що грав на позиції півзахисника.
Виступав, зокрема, за клуб «Аріс», а також національну збірну Греції.

## Клубна кар'єра
У дорослому футболі дебютував 1972 року виступами за команду клубу «Агротікос Астерас», в якій провів два сезони. 
1974 року перейшов до клубу «Аріс», за який відіграв 17 сезонів. Більшість часу, проведеного у складі «Аріса», був основним гравцем півзахисту команди. Завершив професійну кар'єру футболіста виступами за команду «Аріс» Салоніки у 1991 році. Попри ігрове амплуа центрального півзахисника у 473 матчах чемпіонату забив 142 голи, 21 з яких прийшовся на сезон 1980/81, що дозволило йому стати найкращим бомбардиром тогорічної футбольної першості Греції.

## Виступи за збірну
1979 року дебютував в офіційних матчах у складі національної збірної Греції. Протягом кар'єри у національній команді, яка тривала 6 років, провів у формі головної команди країни 33 матчі, забивши 7 голів.
У складі збірної був учасником чемпіонату Європи 1980 року в Італії.